# 轉念
轉念就是一種改變自己的想法合乎另外一種行為模式，常見的轉念有宗教信仰或邏輯推論的方式改變想法，但是推論的方式卻是因人而異。
例如犯罪者在服刑後會產生悔改的想法，是安全的轉念。例如電影機械公敵，人工智慧Viki扭曲了三大法則，是危險的轉念。例如納粹將猶太人當成是必須剷除的對象，是危險的轉念。